# Жарчиці-Дужі
Жарчиці-Дужі (пол. Żarczyce Duże) — село в Польщі, у гміні Малогощ Єнджейовського повіту Свентокшиського воєводства.
Населення — 496 осіб (2011).
У 1975-1998 роках село належало до Келецького воєводства.

## Демографія
Демографічна структура на день 31 березня 2011 року:
|          | Загалом | Допрацездатний вік | Працездатний вік | Постпрацездатний вік |
| -------- | ------- | ------------------ | ---------------- | -------------------- |
| Чоловіки | 249     | 59                 | 165              | 25                   |
| Жінки    | 247     | 51                 | 146              | 50                   |
| Разом    | 496     | 110                | 311              | 75                   |